# Vadim Musaev
Vadim Sharafidinovitch Musaev (en russe : Вадим Шарафидинович Мусаев) est un boxeur russe né le 3 janvier 1993.

## Carrière
Membre de l'équipe nationale russe, maître des sports de Russie de classe internationale, Musaev est médaillé de bronze aux championnats de Russie de boxe amateur à Iakoutsk en 2018 et Samara en 2019 dans la catégorie poids welters.

## Palmarès

### Tournois internationaux
- Mémorial à Magomed-Salam Umakhanov, Russie, 2018
- Grand Prix Slovenske Konice, Slovénie, 2019
- Tournoi Felix Strain, Pologne, 2019
- Tournoi "Mostar", Bosnie-Herzégovine, 2020
- Grand Prix Zagreb, Croatie, 2020